# Nahetal-Waldau
Nahetal-Waldau é uma vila e antigo município da Alemanha localizado no distrito de Hildburghausen, estado da Turíngia. Desde 6 de julho de 2018, faz parte do município de Schleusingen.